# Erik Rasmussen (fodboldspiller)
 Der er flere personer med dette navn, se Erik Rasmussen. (Se også artikler, som begynder med Erik Rasmussen)
Erik Sandvad Rasmussen (født 24. december 1960) er en dansk tidligere fodboldspiller. Han er i folkemunde kendt under navnet Troldmanden og/eller TryllErik.

## Karriere som spiller
Han spillede som aktiv for Køge BK, Herfølge BK, BK Frem og Brøndby IF og har spillet to landskampe for Danmarks fodboldlandshold.
I 1979 var Erik Rasmussen med til at spille Køge BK op i 1. division, samt med til at spille holdet frem til pokalfinalen. Han spillede dog ikke med i finalen, som Køge tabte til B 1903.. I 1980 spillede Erik Rasmussen for naboklubben Herfølge BK, der rykkede op i 1. division.
I 1984 tog Erik Rasmussen til USA og spillede indendørs fodbold for Wichita Wings. Erik Rasmussen fik så stor succes, at han blev kåret som Årets Spiller i Major Indoor Soccer League i 1988, samme år som han blev turneringens topscorer. Han er samtidig klubbens mest scorende spiller. I 2014 blev Erik Rasmussen optaget i Indoor Soccer Hall of Fame.
I 1988 vendte Erik Rasmussen tilbage til Danmark og var med til at spille BK Frem op i 1. division i 1988. I 1990 og 1991 vandt han DM-guld med Brøndby IF og var med på holdet, der spillede sig frem til semifinalerne i UEFA Cup i 1991, hvor Brøndby IF blev slået ud af AS Roma.

Erik Rasmussen fik først i en meget sen alder debut på landsholdet i 1990. Det blev kun til to landskampe. Ifølge ham selv fordi han en aften under en landsholdssamling tog på natklub og dansede med datteren til daværende landstræner Richard Møller Nielsen.

## Karriere som træner
Erik Rasmussen var spillende træner for Køge BK i fem sæsoner frem til 1997. I 2003 stod han i spidsen for Næstved BK, der sikrede sig oprykning fra 2. til 1. division.
I 2004 blev han ansat som cheftræner for Superligaklubben FC Midtjylland, som han i 2005 førte til en tredjeplads i Superligaen. I 2007 og 2008 blev FC Midtjylland med Erik Rasmussen som træner nummer to i Superligaen - klubbens indtil da hidtil bedste placering i den bedste række nogensinde.
Efter et halvt års orlov i efteråret 2008, valgte han at underskrive en 2½ årig kontrakt med den århusianske traditionsklub AGF, gældende fra den 1. januar 2009. Kontrakten varede indtil den 20. maj 2010, da han blev fyret på baggrund af klubbens dårlige resultater og nedrykningen til 1. division.
AGF rykkede ud af Superligaen efter en famøs sæson, hvor holdet lå nr. et efter syv runder, men kun formåede at vinde fem af de resterende 26 kampe, samtidig med at Randers FC overhalede århusianerne på en fænomenal slutspurt i løbet af foråret. Hvor ærgerlig nedrykningen var skal ses ud fra det faktum, at AGF satte rekord, som det hold, der er rykket ud af Superligaen med flest point nogensinde. Umiddelbart syntes nedrykningen at være udløst af mange skader blandt nøglespillerne, men Erik Rasmussen har senere erkendt, at han på grund af problemer i privatlivet var ukoncentreret i den periode, hvor holdet raslede ned i tabellen. 
I oktober 2012 fik Erik Rasmussen comeback som træner, da han blev ansat i Greve Fodbold på en kontrakt, der løb indtil 31. december 2012.
Ved nytår 2016-17 var Rasmussen en del af et konsortium, som overtog 1. divisionsklubben Vendsyssel FF. Han blev udnævnt til sportschef og assistenttræner for Joakim Mattsson. Konstellationen holdt dog kun indtil 13. februar 2017, hvor Mattsson blev fyret og erstattet med Rasmussen.

## Forfatterskab
- Erik Rasmussen (2011): Tilgiv Mig – Historier fra livet uden for linjerne, Forlaget Peoples Press ISBN 87-7108-072-4